# G&U技術研究センター
G&U技術研究センター（G&Uぎじゅつけんきゅうセンター）は、埼玉県比企郡川島町吹塚にある民間の試験研究所である。マンホールとその周辺の道路および管路を含めた研究開発や試験検証などを行っている。マンホール蓋では日本初となるISO/IEC17025試験所認定を取得している。日本水道協会、日本下水道協会の契約試験場。